# Русская сцена (газета)
«Русская сцена» — российская театральная газета. 
Газета «Русская сцена» выходила в столице Российской империи городе Санкт-Петербурге два раза в неделю. 
Первый номер этого периодического издания вышел в свет 6 октября 1865 года, а последний в конце того-же года.
Газета «Русская сцена» заменила собой одноимённый журнал издававшийся с 1864 по 1865 год, сохранив его программу, за исключением отдела драматических сочинений. 
Издателем и редактором газеты «Русская сцена» был Н. В. Михно.